# 보드 게임 목록
아래는 보드 게임의 목록이다.
- 고누
- 고스톱
- 고아
- 구룡투
- 노땡스
- 다빈치코드
- 다이아몬드 게임
- 달무티
- 더지니어스
- 도미노
- 동물왕 와일드 사파리
- 드래곤우드
- 디플로머시
- 딱지치기
- 로보77
- 라스베가스
- 루미큐브
- 마작
- 마닐라
- 메디치
- 메트로
- 모노폴리
- 미니빌
- 미라의 저주
- 바다동물장기
- 바둑
- 바벨
- 반지의 제왕
- 뱅!
- 번 레이트
- 보난자
- 부루마불
- 블랙잭
- 블러프
- 사보타지
- 사무라이
- 산 후앙
- 상트페테르부르크
- 셀레스티아
- 위대한 달무티
- 세틀러 오브 카탄
- 스플렌더
- 스코틀랜드 야드
- 슬리핑퀸즈
- 승경도 놀이
- 시타델
- 아기돼지삼형제
- 아그리콜라
- 아문-레
- 아발론
- 아임더보스
- 이웃집몬스터
- 알까기
- 알함브라
- 액시스앤얼라이스
- 어콰이어
- 언덕 위 집의 배신
- 워크래프트
- 오목
- 우노
- 원카드
- 윷놀이
- 인생게임
- 잉카의 황금
- 자반도르의 홀
- 장기
- 제노아의 상인
- 제우스 온 더 루즈
- 젠가
- 젬블로
- 차오차오
- 차이나타운
- 체스
- 초밥왕
- 카르카손
- 카르카손빅박스
- 카탄
- 카멜업
- 코요테
- 클루
- 타로
- 타뷸라의 늑대
- 타지마할
- 티츄
- 티켓 투 라이드
- 투자왕 포세일
- 포커
- 푸에르토리코
- 플로렌스의 제후
- 피트
- 펜데믹
- 할리갈리
- 호텔의제왕
- 화투
- 후르츠 스파이
- 훌라

## 같이 보기
- 게임 오브 더 이어